# James Salter

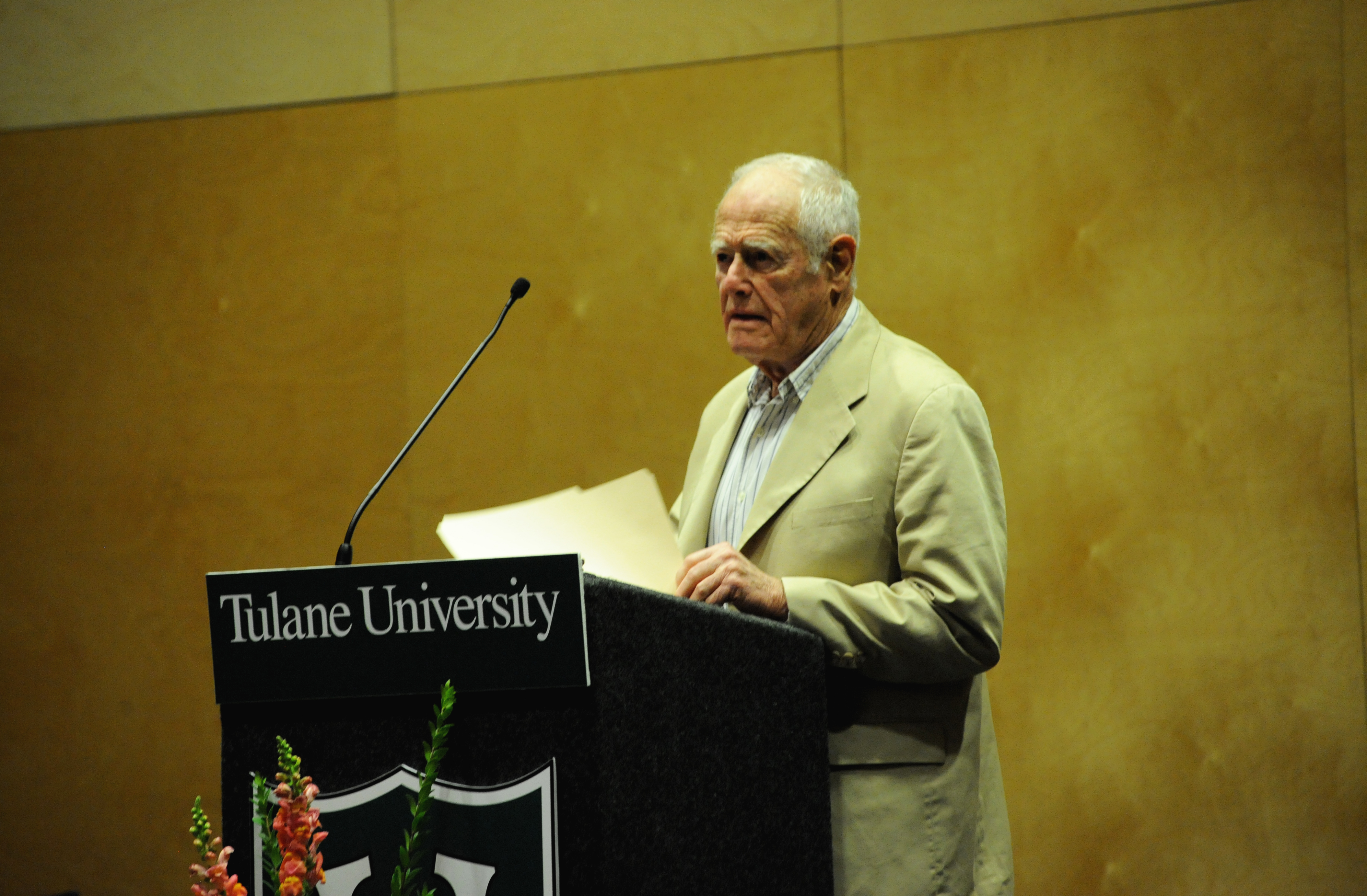
James Salter (2010)

James Salter, eigentlich James Arnold Horowitz, (* 10. Juni 1925 in New Jersey; † 19. Juni 2015 in Sag Harbor, New York) war ein amerikanischer Schriftsteller. Salter wurde zunächst Offizier und war Pilot bei der amerikanischen Luftwaffe. Mit dem Erfolg seines ersten Romans The Hunters zog er sich 1957 aus dem Militärdienst zurück und wurde Schriftsteller. 1961 übernahm er seinen Schriftstellernamen auch als bürgerlichen Namen. Zu seinen wichtigsten Werken gehören die Romane A Sport and a Pastime und Light Years. Sein letzter Roman All That Is erschien 2013 nach langer Pause als Romanautor.

## Leben
James Salter wuchs bei seinen Eltern George und Mildred Horowitz, geb. Scheff, in Manhattan auf und besuchte die private Horace Mann-Schule im Stadtteil Bronx.
Auf Verlangen seines Vaters, der als Grundstücksmakler und Geschäftsmann tätig war, studierte Salter an der Militärakademie in West Point; 1945 trat er in die Air Force ein und diente zwölf Jahre im Pazifik, in den Vereinigten Staaten, in Europa und Korea – davon die letzten sechs Jahre als Kampfpilot. Trotz seiner familiären Verpflichtungen als Vater von zwei Kindern schied er 1957 aus dem aktiven Militärdienst aus und folgte seinem Drang zur Schriftstellerei. Die Entscheidung fiel ihm schwer, auch weil er leidenschaftlicher Flieger war. 
Salters erster Roman The Hunters (deutsch: Jäger) aus dem Jahr 1956 basierte auf eigenen Erlebnissen in mehr als 100 Einsätzen im Koreakrieg. Das Buch wurde 1958 von Dick Powell unter dem Titel Kampfflieger mit Robert Mitchum und Robert Wagner verfilmt. Im deutschen Fernsehen lief der Film unter dem Titel Kampfgeschwader Kobra. 1961 erschien Salters zweiter Roman über die Zeit bei der Air Force The Arm of Flesh, der im Jahr 2000 unter dem Titel Cassada stark überarbeitet neu herausgegeben wurde. Beide Frühwerke hielt Salter rückblickend für keiner besonderen Aufmerksamkeit würdig.
Nach 1957 war Salter Reservist der US-Luftwaffe. Im Zuge der Berlin-Krise des Jahres 1961 sollte seine Einheit in den aktiven Dienst zurückbeordert werden. Daraufhin trennte er sich ganz vom Militär, zog mit seiner Familie wieder nach New York und übernahm seinen Schriftstellernamen nun auch als bürgerlichen Namen. 
In seiner Erfahrung in Europa liegt die Grundlage des Romans A Sport and a Pastime (deutsch: Ein Spiel und ein Zeitvertreib), der 1967 erschien. Wegen seines explizit erotischen Inhalts war der Roman über die Liebesaffäre zwischen einem Amerikaner und einer Französin im ländlichen Frankreich zum Zeitpunkt seines Erscheinens umstritten. Er ist jedoch nach Salters Worten das erste gute Buch, das er geschrieben hat. A Sport and a Pastime zählt gemeinsam mit dem acht Jahre später erschienenen Roman Light Years (deutsch: Lichtjahre) zu jenen zwei Werken, mit denen er hoffte, als Schriftsteller im Gedächtnis zu bleiben.
Salter arbeitete auch als Drehbuchautor, so etwa für den 1969 erschienenen Sportfilm Schussfahrt mit Robert Redford. Die Filmfestspiele von Venedig ehrten ihn 1962 für seinen dokumentarischen Kurzfilm Team, Team, Team mit dem ersten Preis. Die Arbeit an Drehbüchern habe ihn schnell ernüchtert, sagte er, man liefere viele Skripte ab, aber nur ein Viertel oder Fünftel werde verwendet.
Salter lebte als Schriftsteller auf Long Island, New York und in Aspen, Colorado. 1975 wurde die Ehe mit seiner ersten Frau Ann geschieden; aus ihr gingen vier Kinder hervor: Allan (* 1955, † 1980), Nina (* 1957), Claude und James (Zwillinge, * 1962). Ab 1976 lebte er zusammen mit der Journalistin und Dramatikerin Kay Eldredge, mit der er einen Sohn (Theo Salter, * 1985) hatte; das Paar heiratete 1998 in Paris. Zusammen mit seiner Frau Kay Salter schrieb er zum Themenbereich Gutes Essen das Buch Life Is Meals: A Food Lover's Book of Days (erschienen 2006).
Salters sechster und letzter Roman All That Is (deutsch: Alles, was ist) erschien 2013, 34 Jahre nach seinem vorigen Roman Solo Faces (deutsch: In der Wand). Wie viele seiner früheren Werke wurde er zwar von der Kritik hoch gelobt, war aber kein Bestseller. Salter behielt bis zuletzt den Ruf eines „Writer’s Writer“, eines Autors für Autoren – zwar von seinen Kollegen geschätzt, aber für das große Publikum nur ein Geheimtipp. Zu seinen Bewunderern gehören Michael Ondaatje, Joyce Carol Oates, Susan Sontag, Julian Barnes und Jhumpa Lahiri. Richard Ford bezeichnete ihn als „den Meister“. John Irving, der in Zirkuskind eine Referenz an Ein Spiel und ein Zeitvertreib einbaute, urteilte in einer Rezension zu Salters Memoiren Burning the Days (1997, deutsch: Verbrannte Tage): „Jeder Schriftsteller […] wird sich klein fühlen angesichts Salters großartiger Sprache.“

## Auszeichnungen
1989 erhielt Salter den PEN/Faulkner Award. 2000 wurde er in die American Academy of Arts and Letters und 2009 in die American Academy of Arts and Sciences gewählt, 2010 wurde er mit dem Rea Award for the Short Story ausgezeichnet. 2013 erhielt er den mit 150.000 US-Dollar dotierten Windham–Campbell Literature Prize in der Kategorie Fiktion.
Die Washington Post setzte seine Werke auf eine Stufe mit Flannery O’Connor, Paul Bowles und Tennessee Williams.

## Werke
- The Hunters (Roman) 1957 – revidierte Neuausgabe 1997
  - Jäger, dt. von Beatrice Howeg; Berlin-Verlag, Berlin 2014. ISBN 978-3-8270-1235-7
- The Arm of Flesh (Roman) 1961 – Neuausgabe unter dem Titel Cassada 2000
  - Cassada, dt. von Malte Friedrich; Berlin-Verlag, Berlin 2003. ISBN 3-8270-0094-7
- A Sport and a Pastime (Roman) 1967
  - Ein Spiel und ein Zeitvertreib, dt. von Beatrice Howeg; Berlin-Verlag, Berlin 1998. ISBN 3-8270-0096-3
- Schußfahrt (Drehbuch) 1969
- The Appointment (Drehbuch) 1969
- Three (Drehbuch) 1969
- Light Years (Roman) 1975
  - Lichtjahre, dt. von Beatrice Howeg; Berlin-Verlag, Berlin 1998. ISBN 3-8270-0095-5
- Solo Faces (Roman) 1979
  - In der Wand, dt. von Beatrice Howeg; Berlin-Verlag, Berlin 1999. ISBN 3-8270-0098-X
- Threshold (Drehbuch) 1981
- Dusk and Other Stories (Erzählungen) 1988
  - Dämmerung und andere Erzählungen, dt. von Beatrice Howeg; Berlin-Verlag, Berlin 1999. ISBN 3-8270-0097-1
  - auch als: Fremde Küsten, gleiche Übersetzung; Sonderausgabe, verschiedene Verlage, 2003. ISBN 3-499-23424-6
- Still Such (Lyrik) 1988
- Burning the Days: Recollection (Autobiographie) 1997
  - Verbrannte Tage: Erinnerung, dt. von Beatrice Howeg; Berlin-Verlag, Berlin 2000. ISBN 3-8270-0099-8
- Last Night (Erzählungen) 2005
  - Letzte Nacht, dt. von Malte Friedrich; Berlin-Verlag, Berlin 2005. ISBN 3-8270-0577-9
- There and Then: The Travel Writing of James Salter (Essays) 2005
- Life Is Meals: A Food Lover’s Book of Days (zusammen mit Kay Salter) 2006
- Memorable Days: The Selected Letters of James Salter and Robert Phelps  (Briefe) 2010
- All That Is (Roman) 2013
  - Alles, was ist, dt. von Beatrice Howeg; Berlin-Verlag, Berlin 2013. ISBN 978-3-8270-1162-6
- Collected Stories (Erzählungen) 2013
  - Charisma, dt. von Malte Friedrich, Nikolaus Hansen, Beatrice Howeg; Berlin-Verlag 2016. ISBN 978-3-8270-1327-9

## Filmografie (Auswahl)
Vorlage
- 1959: Kampfflieger (The Hunters)

Drehbuch
- 1969: Ein Hauch von Sinnlichkeit (The Appointment)
- 1969: Schußfahrt (Downhill Racer)
- 1981: Herzchirurg Dr. Vrain (Threshold)